# James Rennie

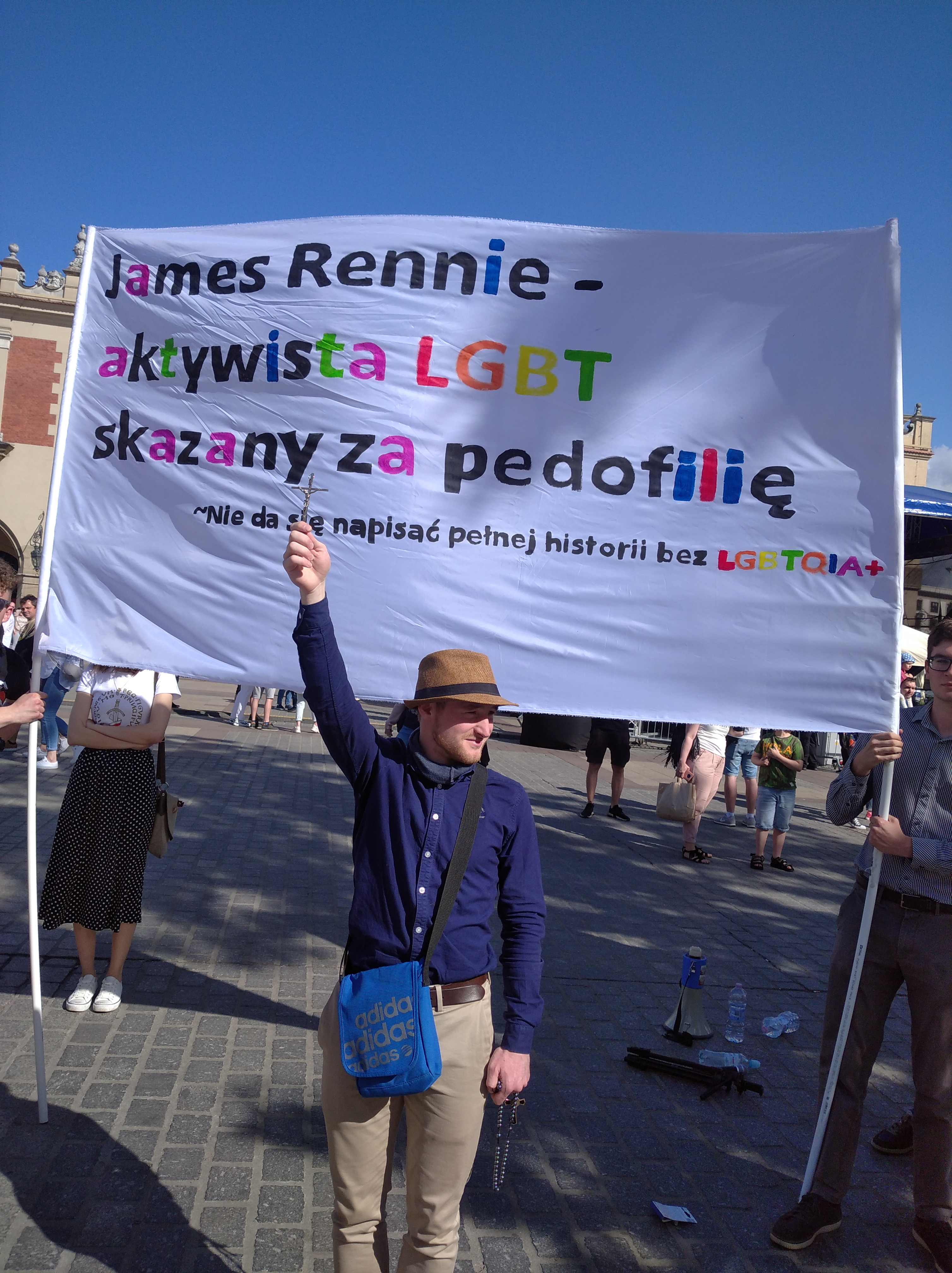
Baner na kontrdemonstracji przeciwko marszowi równości w Krakowie wykorzystujący postać Jamesa Renniego do krytyki LGBT (2022).

James Rennie (ur. styczeń 1971) – szkocki działacz na rzecz praw osób LGBT.
Absolwent fizyki na edynburskim Heriot-Watt University. W roku 1997 zaangażował się w działalność w organizacji charytatywnej LGBT Youth Scotland działającej na rzecz młodych osób LGBTI, a w 2003 r. został dyrektorem generalnym tej organizacji. Był także dyrektorem organizacji Youthlink Scotland oraz Gay Mens’ Health Limited.
W pod koniec 2007 r. został aresztowany w wyniku przeprowadzonej przez szkocką policję operacji „Algebra”, mającej na celu ujęcie siatki pedofilów. W śledztwie ustalono, że Rennie był aktywnym członkiem tej siatki i dopuszczał się molestowania seksualnego kilkuletniego syna przyjaciół, dopuścił do swej ofiary innego członka grupy, zarażonego HIV Neila Strachana. Czyny te dokumentował na zdjęciach i filmach, które przekazywał innym członkom grupy pedofilskiej. Ponadto znaleziono u niego znaczne ilości materiałów z pornografią dziecięcą. 
Został skazany na dożywocie. Po procesie odcięła się od niego LGBT Youth Scotland i ogłosiła, że osoby znajdujące się pod jej opieką nie były przedmiotem molestowania seksualnego Renniego i osób z nim powiązanych.